# 山田景隆
山田 景隆（やまだ かげたか）は、戦国時代から安土桃山時代にかけての武将。今川氏の家臣。通称は新次郎。

## 経歴
三河国の山田氏は尾張源氏の一族で、尾張国山田郡を名字の地とする武士だったが、建武2年（1335年）に山田頼範が三河国設楽郡武節に移ったことに始まる。景隆の祖父の代に川手城に入ったという。家紋は丸に二つ引（引両紋）。
景隆は今川家における三河方面の奉行人であったとされ、天文20年（1551年）12月2日付けで、松平甚太郎（忠茂）宛に「山新 景隆」名儀で飯尾豊前守（乗連）・二俣近江守（持長）らと連署を加えた血判起請文が知られている。当時、今川氏は東条松平忠茂を後援し、織田氏に近い桜井松平家、大給松平家を圧迫していたが、この文書の内容から景隆ら連署の3名は三河方面の今川方諸士に対し軍事指揮権を持っていたと推測されている。また天文22年（1553年）川手若宮社に鰐口を寄進したことが知られる。
永禄3年（1560年）北三河に侵入した武田氏に攻められ川手城は落城し、子息らは武田氏に降った。子の良則は今川氏滅亡後は武田氏の重臣山県昌景に仕え、武田氏滅亡後は昌景の赤備えを引き継いだ井伊直政の家臣となった。

## 史料
- 「河手若宮鰐口」 - この鰐口は銘文に「河手若宮鰐口大旦那宗泰新次郎景隆 天文二十二年霜月吉日」とある。
- 「岡崎城代山田景隆等連署血判起請文」（観泉寺所蔵文書）[7]